# Froideconche
Froideconche ist eine französische Gemeinde im Département Haute-Saône in der Region Bourgogne-Franche-Comté. Sie gehört zum Arrondissement Lure und zum Gemeindeverband Pays de Luxeuil.

## Geographie
Die Gemeinde Froideconche liegt auf einer Höhe von 300 m über dem Meeresspiegel, zweieinhalb Kilometer östlich von Luxeuil-les-Bains und etwa 30 Kilometer nordöstlich der Stadt Vesoul (Luftlinie). Das Dorf erstreckt sich im nördlichen Teil des Departements, am nordöstlichen Rand der Ebene von Luxeuil, am nördlichen Ufer des Breuchin, am Rand der südwestlichen Ausläufer der Vogesen.
Die Fläche des 16,04 km² großen Gemeindegebiets umfasst einen Abschnitt der Ebene von Luxeuil. Von Nordosten nach Südwesten wird das Gebiet von der Niederung des Breuchin durchquert, der für die Entwässerung zur Lanterne sorgt. Nordöstlich von Froideconche tritt der Breuchin aus einer Engstelle in die Ebene von Luxeuil hinaus und weitet seine Niederung, die durchschnittlich auf 300 m liegt, zu einer Breite von ungefähr zwei Kilometern. Die Alluvialebene ist außerhalb des Siedlungsgebietes von Wiesland bestanden. Auf der Südseite wird die Talebene vom Bois de Laleau begrenzt.
Nach Norden erstreckt sich das Gemeindeareal auf den angrenzenden Höhenrücken, der von ausgedehnten Wäldern bedeckt wird: Bois d'Emery und Les Grandes Coupes. Er wird durch mehrere kurze Tälchen untergliedert, welche bei Froideconche die Ebene des Breuchin erreichen. Die Bäche Morbief und Ruisseau de la Cubette werden an mehreren Orten zu Weihern aufgestaut, die zur Fischzucht dienen. Die nördliche Grenze verläuft auf der Höhe von Saint-Valbert, welche die Wasserscheide zwischen den Einzugsgebieten von Breuchin und Combeauté bildet. Mit 436 m wird auf dem Plateau von Chapendu ganz im Nordosten die höchste Erhebung von Froideconche erreicht. In geologisch-tektonischer Hinsicht sind diese Höhen aus kristallinem Grundgestein und aus permischen Schichten aufgebaut.
Zu Froideconche gehören neben dem eigentlichen Ort die Siedlungen La Corveraine (313 m) am Nordrand der Talebene des Breuchin und Bouhay d'Aval (322 m) am Eintritt des Breuchin in die Ebene von Luxeuil. Nachbargemeinden von Froideconche sind Fougerolles-Saint-Valbert im Norden, Raddon-et-Chapendu, Breuchotte und Esboz-Brest im Osten, Saint-Sauveur im Süden sowie Luxeuil-les-Bains im Westen.

## Geschichte
Im Mittelalter gehörte Froideconche zur Freigrafschaft Burgund und darin zum Gebiet des Bailliage d’Amont. Die lokale Herrschaft hatten die Äbte des Klosters Luxeuil inne. Bereits 1466 ist eine Papiermühle in Froideconche belegt. Zusammen mit der Franche-Comté gelangte das Dorf mit dem Frieden von Nimwegen 1678 definitiv an Frankreich. Heute ist Froideconche Mitglied des 13 Ortschaften umfassenden Gemeindeverbandes Communauté de communes du Pays de Luxeuil.

## Bevölkerung
| Jahr                       | 1962 | 1968 | 1975 | 1982 | 1990 | 1999 | 2006 | 2014 | 2022 |
| Einwohner                  | 1237 | 1452 | 1703 | 2041 | 2013 | 1973 | 1992 | 1986 | 1974 |
| Quellen: Cassini und INSEE |      |      |      |      |      |      |      |      |      |

Mit 1974 Einwohnern (1. Januar 2022) gehört Froideconche zu den großen Gemeinden des Départements Haute-Saône. Nachdem die Einwohnerzahl in der ersten Hälfte des 20. Jahrhunderts im Bereich zwischen 950 und 1120 Personen gelegen hatte, wurde von 1960 bis 1980 ein deutliches Bevölkerungswachstum verzeichnet. In dieser Zeit hat sich die Einwohnerzahl fast verdoppelt. Seither wird wieder ein leichter Bevölkerungsrückgang beobachtet.

## Sehenswürdigkeiten
Die Dreifaltigkeitskirche von Froideconche (Église de la Sainte-Trinité) wurde im 19. Jahrhundert mit Buntsandstein als Bausubstanz neu erbaut. Sie beherbergt eine reich skulptierte Kanzel aus Eichenholz (18. Jahrhundert). Aus dem 17. Jahrhundert stammt ein Calvaire im Dorf, ein weiterer aus dem 18. Jahrhundert steht bei Granges-de-l'Hôpital. Ebenfalls sehenswert ist ein überdachtes Lavoir, das einst als Waschhaus und Viehtränke diente.

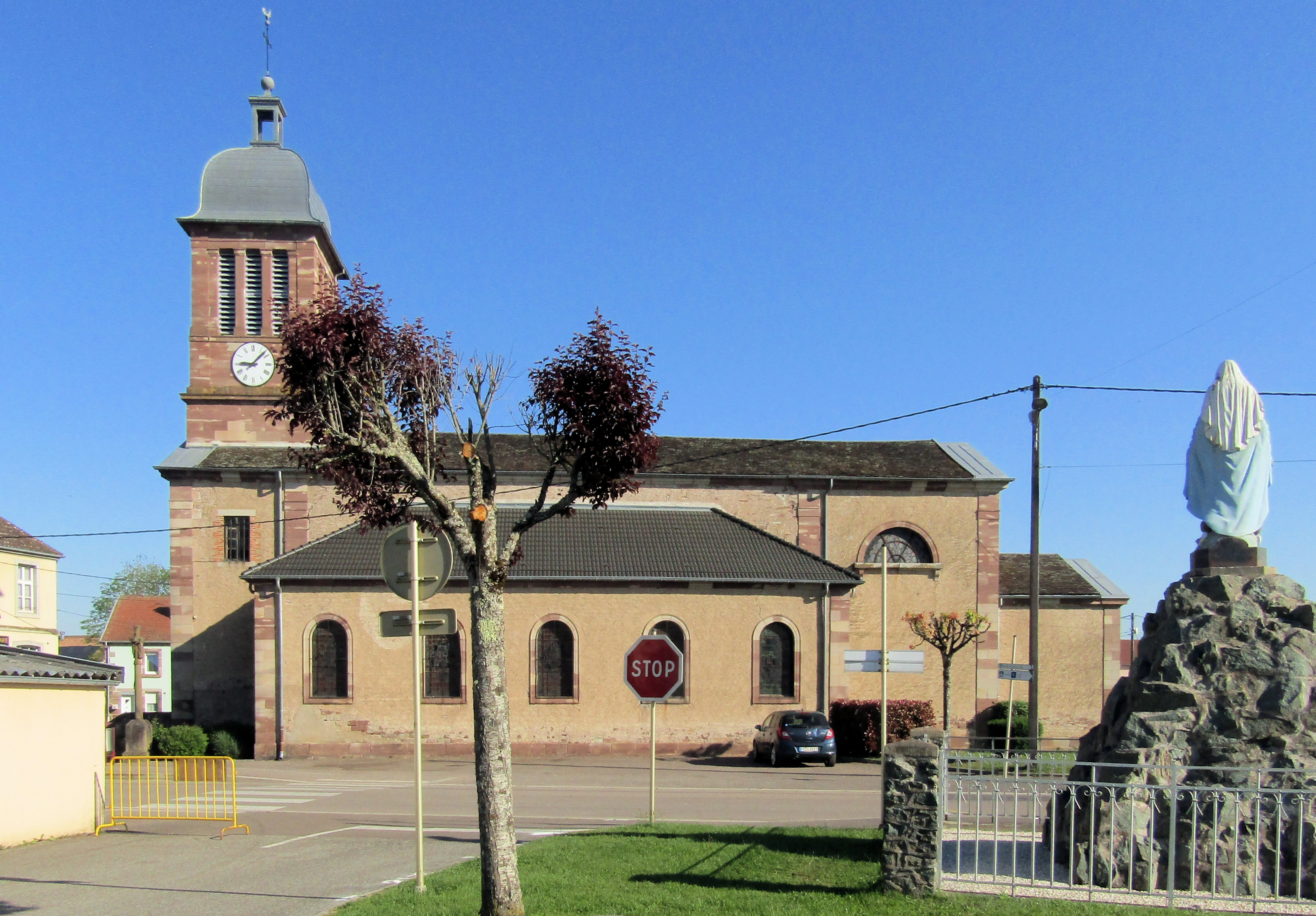
Dreifaltigkeitskirche
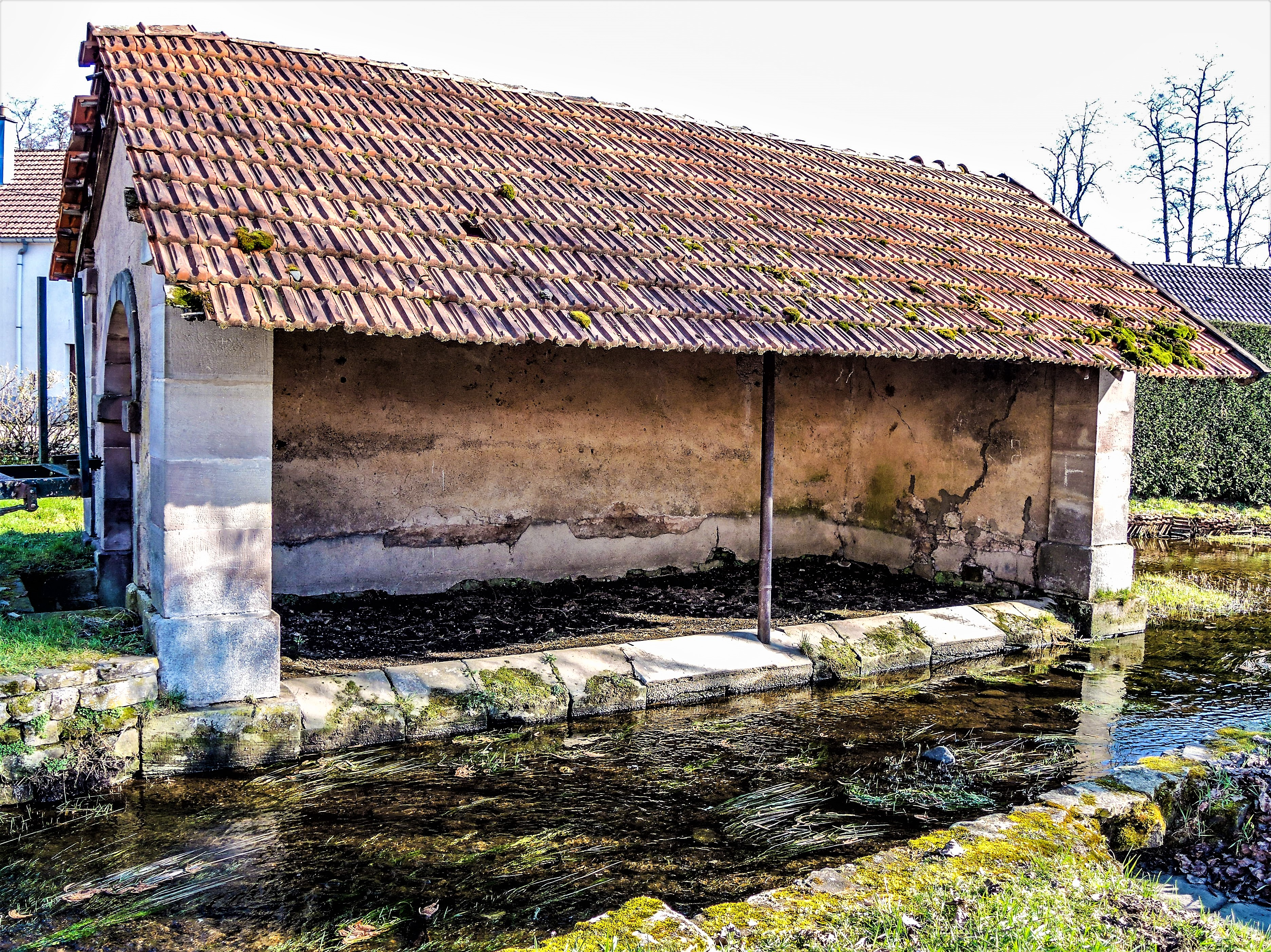
Lavoir
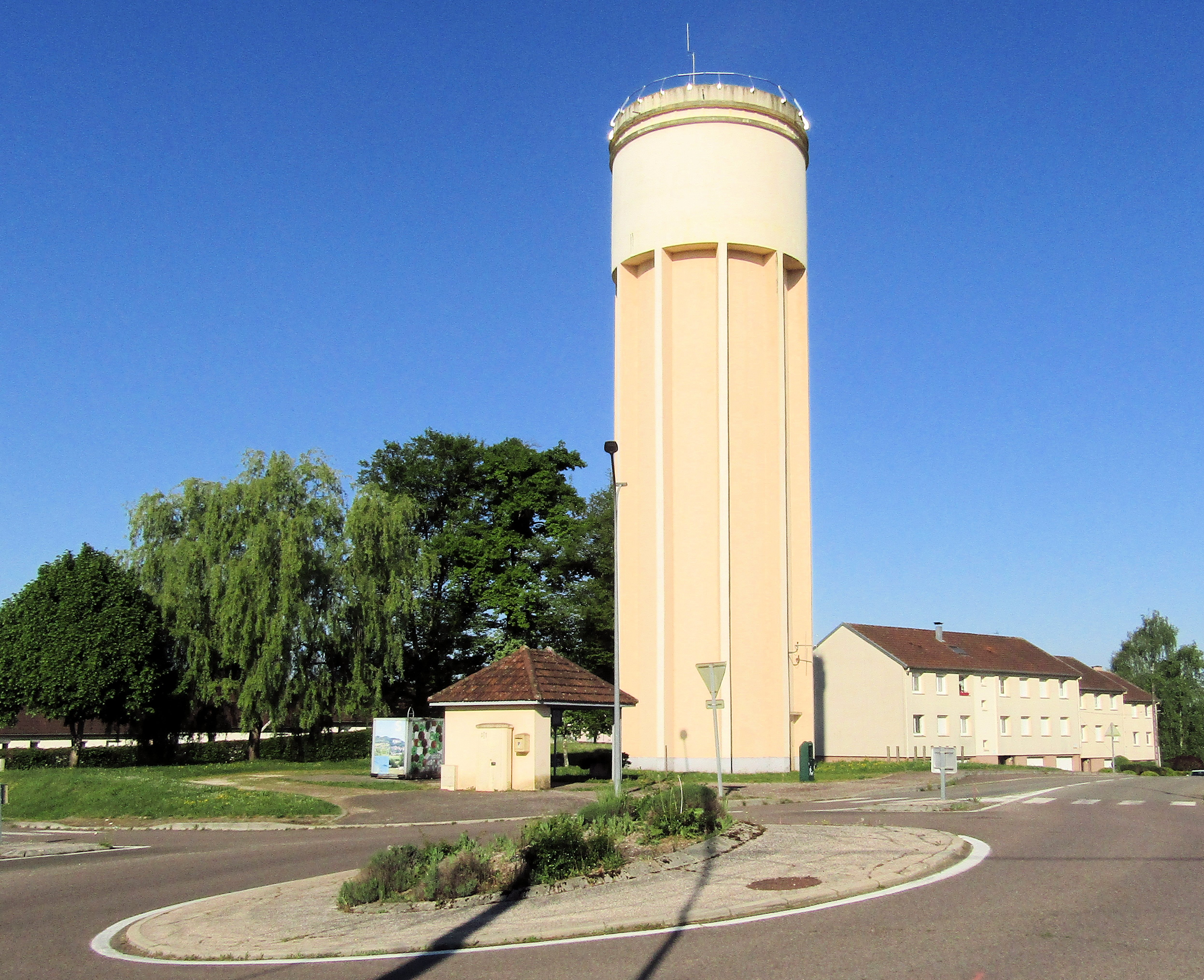
Wasserturm
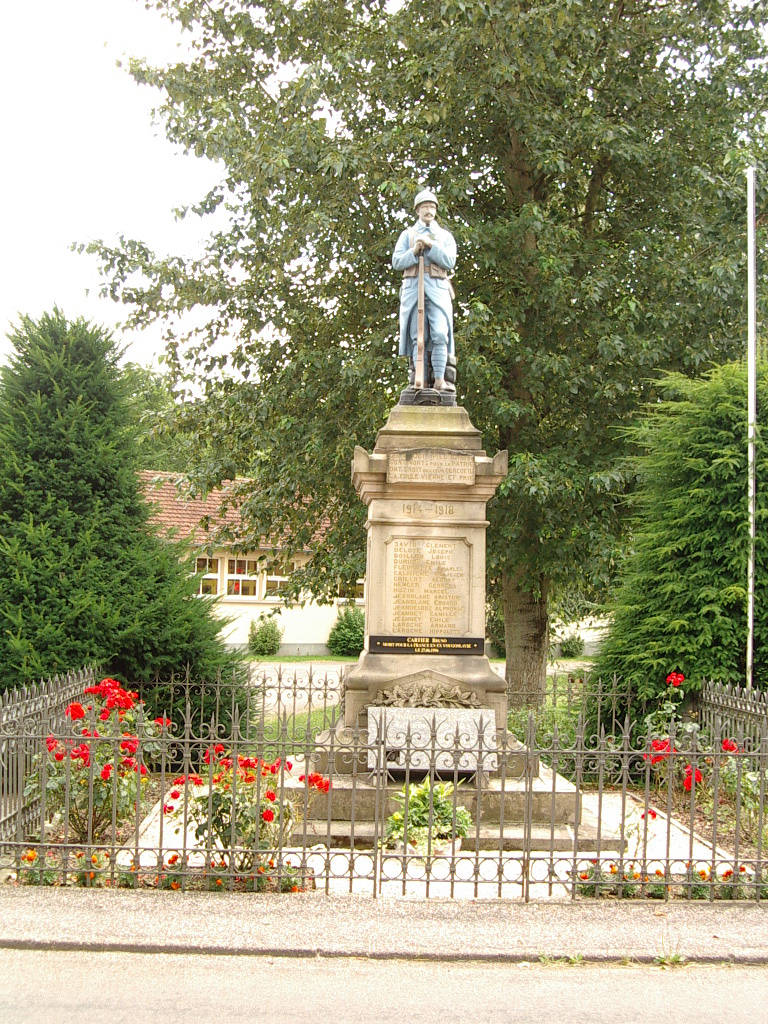
Gefallenendenkmal

## Wirtschaft und Infrastruktur
Froideconche war lange Zeit ein vorwiegend durch die Landwirtschaft (Ackerbau, Obstbau und Viehzucht), die Forstwirtschaft und die Fischzucht geprägtes Dorf. Seit der Zeit um 1900 entwickelte sich Froideconche zu einem Industrie- und Gewerbestandort in der Agglomeration Luxeuil. Heute gibt es zahlreiche Betriebe des Klein- und Mittelgewerbes, darunter Unternehmen der Metallverarbeitung, der Holzverarbeitung und Möbelherstellung, der Feinmechanik, des Transportwesens und der medizinischen Industrie. Daneben hat Froideconche verschiedene Betriebe des Einzelhandels und der Dienstleistung für den täglichen Bedarf. In den letzten Jahrzehnten hat sich das Dorf auch zu einer Wohngemeinde gewandelt. Viele Erwerbstätige sind deshalb Wegpendler, die in den anderen größeren Ortschaften der Region Luxeuil ihrer Arbeit nachgehen.
Die Ortschaft ist verkehrstechnisch gut erschlossen. Sie liegt nahe der Hauptstraße N57, die von Vesoul via Luxeuil-les-Bains nach Remiremont führt und im Bereich von Froideconche zur vierspurigen Schnellstraße ausgebaut ist. Weitere Straßenverbindungen bestehen mit Faucogney-et-la-Mer, Esboz-Brest und Saint-Valbert.

## Persönlichkeiten
- Hubert Pernot (1870–1946), französischer Sprachwissenschaftler, Byzantinist und Neogräzist, geboren in Froideconche